# Red Karla XIII.
Kraljevski red Karla XIII. (šved. Kungliga Carl XIII:s orden) je švedsko odlikovanje i viteški red koji je utemeljio kralj Karlo XIII. Švedski 1811. godine.

## Članstvo
Gospodar i meštar Reda je kralj Švedske, trenutačno kralj Karlo XVI. Gustav. Članstvo u Redu može biti dodijeljeno samo slobodnim zidarima protestantske vjere.
Članstvo Reda čine:
- trideset članova laika te nikad više od sedam članova koji nisu Šveđani, od kojih svaki ima XI. (najviši) stupanj Švedskog obreda u slobodnom zidarstvu, tj. regionalni ili nacionalni poglavari.
- tri klerikalna člana, u pravilu su to svećenici ili biskupi Švedske crkve.
- svi prinčevi iz švedske kraljevske kuće Bernadotte su članovi od rođenja, ali ne nose insignije osim ako nisu vitezovi i zapovjednici Crvenog križa Švedskog reda slobodnih zidara. Stoga insignije ne nose ni kralj ni vojvoda od Värmlanda, koji su obojica vitezovi Reda od rođenja.
- prinčevi drugih kraljevskih kuća mogu biti primljeni kao počasni članovi Reda ako su masoni na višim stupnjevima i pripadaju švedskom ili nekom drugom obredu.

U Redu može biti najviše 33 člana u isto vrijeme. Muškarci kraljevske krvi automatski su članovi i ne ubrajaju se u ova 33 mjesta.

## Insignije  i regalije
Insignija se sastoji od crvenog križa svetog Jurja a u sredini je bijela kugla s monogramom utemeljitelja, dva naspramna slova C oko broja XIII. u zlatnoj boji. Na naličju kugle nalazi se slovo B u zlatnoj boji u jednakostraničnom crno-zlatnom obrubljenom trokutu. Iznad križa je zatvorena zlatna kruna. Insignija se nosi oko vrata na crvenoj vrpci. Tu je i crveni križ koji ide na prsa: insignija je stoga ista kao kod zapovjednika 1. klase, a primatelji se rangiraju nakon zapovjednika 1. klase švedskih kraljevskih redova.
| Ogrlica s križom | Veliki križ | Stupanj Reda                                        | Uvedeno | Napomena                  |
| ---------------- | ----------- | --------------------------------------------------- | ------- | ------------------------- |
|                  |             | vitez Reda Karla XIII. Riddare av Carl XIII:s orden | 1811.   | Odora Reda se još koristi |

### Postupanje poslije smrti člana Reda
Kada član Reda Karla XIII. umre ogrlica s križom te veliki križ moraju se, u skladu sa Statutom Reda, vratiti rizničaru kraljevskih redova, budući da nisu osobno vlasništvo, već se koriste samo tijekom života nositelja.

### Brilijantne insignije
Osoba u određenim i rijetkim slučajevima može biti nagrađena briljantnim insignijama. Obično se to događa ako je osoba učinila nešto osobno kralju ili kraljevskoj obitelji. Za razliku od običnih insignija, briljantne su imale poseban status: insignije su bile osobno vlasništvo i nisu se morale vratiti kralju nakon nositeljeve smrti.
Dobitnici brilijantnih insignija:
- Lars von Engeström,
- Karlo XIV. Ivan
- Magnus Brahe
- Oskar II.
- Gustav V.

## Članovi
Red se tradicionalno dodjeljuje 28. siječnja.

### Sadašnji članovi
Iz kraljevskog doma:
- kralj Karlo XVI. Gustav (1973.)
- princ Karlo Filip, vojvoda od Värmlanda (1979.)
- princ Nikola, vojvoda od Ångermanlanda (2015., sin Madeleine)
- princ Oskar, vojvoda od Skåne (2016., sin Viktorije)
- princ Aleksandar, vojvoda od Södermanlanda (2016., sin Karla Filipa)
- princ Gabriel, vojvoda od Dalarne (2017., sin Karla Filipa)
- princ Julian, vojvoda od Hallanda (2021., sin Karla Filipa)

Stranci:
- princ Edward, vojvoda od Kenta (2000.)

### Bivši članovi
- Karlo XIII. Švedski
- Karlo XIV. Ivan
- Karlo XV. Švedski
- Karlo XVI. Gustav
- Kristijan X.
- Eduard VII.
- Fridrik VIII. Danski
- Fridrik VII. Danski
- Gustav V. Švedski
- Gustav VI. Adolf
- Oskar I. Švedski
- Oskar II. Švedski